# Theofilos i Cilicien
För andra betydelser, se Theofilos.

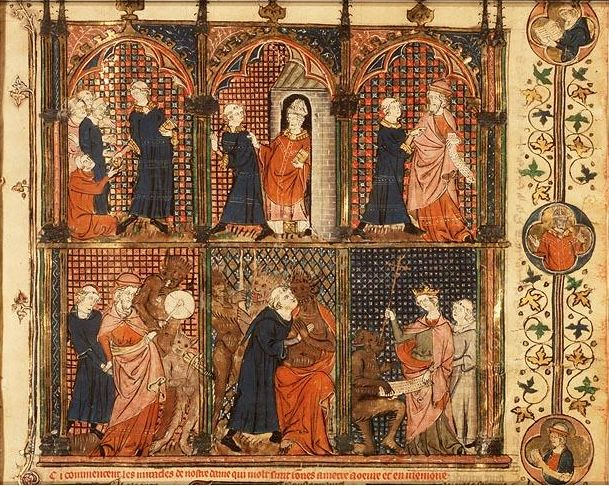
Theofilos i Cilicien

Theofilos, död omkring 538, var en biskopsvikarie i Cilicien  som enligt legenden när han på grund av intriger blivit avsatt vände sig till en trolldomskunnig jude. 
Denne förde honom nattetid till en församling av djävlar, vilkas överste lät Theofilos avsvärja Kristus och Jungfru Maria samt sälja sin själ. Följande morgon blev Theofilos mycket riktigt återinsatt i sitt ämbete, men betedde sig från denna stund övermodigt och despotiskt, i strid mot sin tidigare personlighet. 
Slutligen ångrade han sig. Han bad och fastade i 40 dagar, tills Maria bevektes att tala gott för honom hos sin son och frånta djävulen köpebrevet på hans själ, vilket Theofilos sedan fann liggande på sitt bröst, när han uppvaknat ur en trötthetsslummer i kyrkan. Han biktade då offentligen sitt brott och sin undfångna förlåtelse samt dog på tredje dagen.
Denna legend, som är av grekiskt ursprung (före 572) och sedan 900-talet vann stor spridning i Västerlandet, blev föremål för litterär behandling (på latin av Roswitha, Ragewin och Freising med flera, på franska av Rutebeuf, död 1290) och är framställd i bild i franska kyrkor. Den utgör den kanske äldsta kända berättelsen om ett förbund med djävulen och är en föregångare till Faustsagan.